# Malaika Mihambo
Malaika Mihambo (née le 3 février 1994 à Heidelberg) est une athlète allemande, spécialiste du saut en longueur, championne olympique en 2021 à Tokyo, championne du monde en 2019 à Doha et en 2022 à Eugene et championne d'Europe en 2018 à Berlin et 2024 à Rome.

## Biographie
Son père est de Zanzibar et sa mère allemande. Elle remporte le 8 juillet 2016 la médaille de bronze des Championnats d'Europe d'Amsterdam avec un saut à 6,65 m, devancée par la Serbe Ivana Španović (6,94 m) et la Britannique Jazmin Sawyers (6,86 m). Elle est ensuite sacrée championne d'Allemagne avec un saut à 6,72 m, malgré une impulsion à 26 centimètres de la planche.

### 2018: championne d'Europe à Berlin

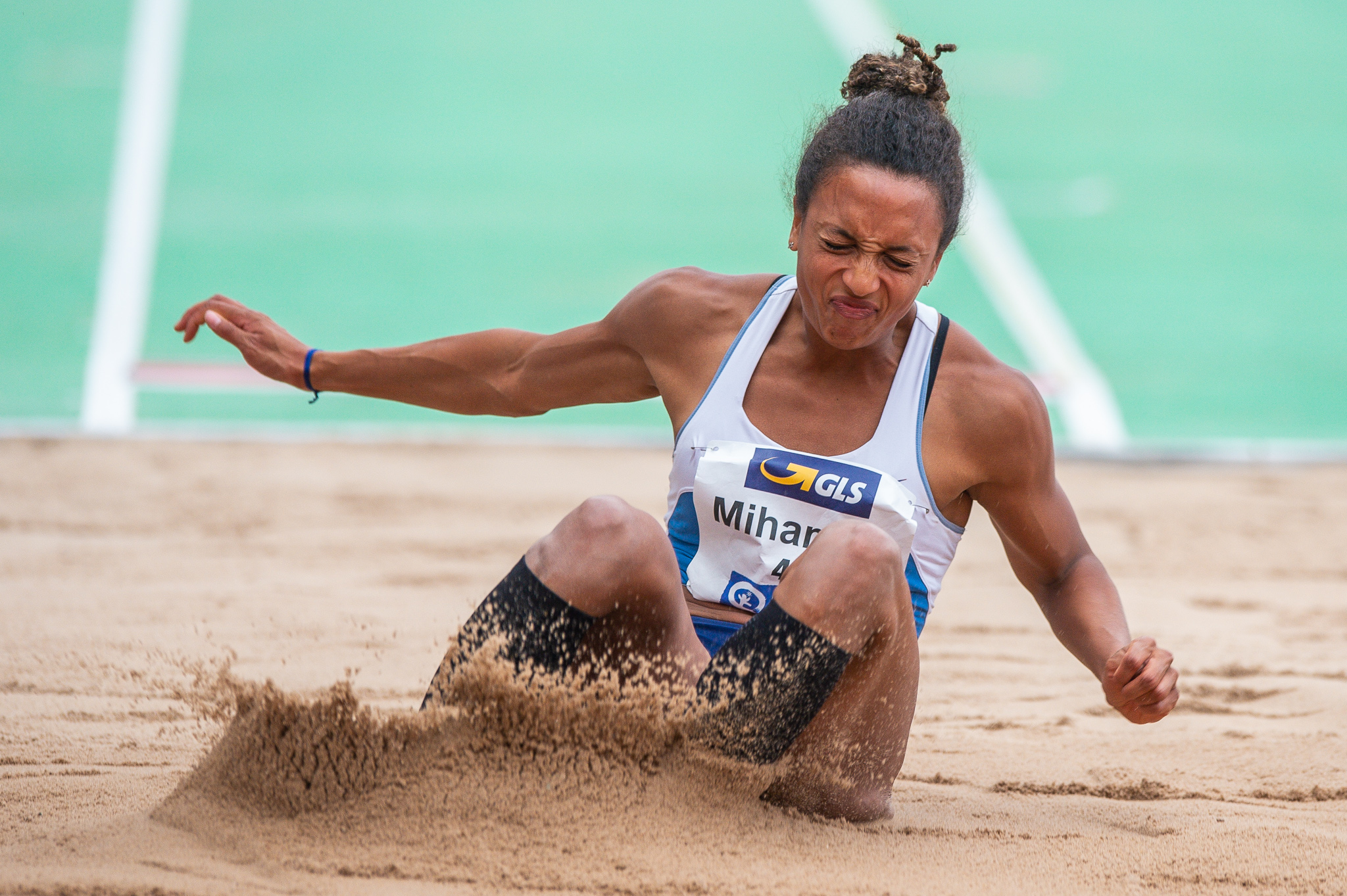
Malaika Mihambo lors des championnats d'Allemagne 2018.

Le 3 février 2018, jour de ses 24 ans, Malaika Mihambo remporte le meeting de Karlsruhe avec un saut à 6,72 m, meilleure performance mondiale de l'année et record personnel en salle. Elle devance sa compatriote Sosthene Moguenara (6,70 m) et la Serbe Ivana Španović (6,61 m). Elle termine ensuite à la 5e place des championnats du monde en salle de Birmingham avec 6,64 m.
Le 26 mai 2018 à Weinheim, pour sa première sortie en plein air de l'année, Mihambo porte son record personnel à 6,99 m (+ 0,6 m/s), également meilleure performance mondiale de l'année. Elle confirme lors du Bauhaus-Galan de Stockholm, début juin, où elle termine 2e du concours avec 6,85 m (+ 1,8 m/s). Le 5 juillet, elle remporte l'Athletissima de Lausanne avec 6,90 m (+ 1,3 m/s), devant Ivana Španović (6,90 m également) et Caterine Ibargüen (6,77 m).
Le 11 août 2018, devant son public dans le stade olympique de Berlin, Malaika Mihambo remporte le titre européen à l'occasion des championnats d'Europe, avec un saut à 6,75 m. Elle devance sur le podium l'Ukrainienne Maryna Bekh (6,73 m) et la Britannique Shara Proctor (6,70 m). Une semaine plus tard, elle confirme son titre européen en s'imposant au Birmingham Grand Prix avec 6,96 m, battant d'un centimètre le record du meeting détenu depuis 2006 par Tatyana Lebedeva.

### 2019: barrière des 7 mètres et championne du monde à Doha
Le 1er février 2019, lors du meeting ISTAF Indoor de Berlin, Malaika Mihambo enregistre sa première victoire internationale de la saison en salle en s'imposant avec une nouvelle meilleure performance mondiale de l'année et un nouveau record personnel à 6,99 m. Le 6 juin 2019, elle remporte le Golden Gala de Rome et dépasse pour la première fois la barrière des 7 mètres, en réalisant 7,07 m. Huit jours plus tard, elle signe 7,05 m à Dessau-Roßlau et devient la première athlète européenne depuis 2016 à réaliser deux compétitions d'affilée au-delà des 7 mètres. Le 30 juin 2019, elle s'aligne sur 100 m à Mannheim et réalise les minimas pour les championnats du monde 2019 de Doha en 11 s 21 (+ 1,6 m/s).
Aux championnats d'Allemagne début août, à Berlin, elle remporte la médaille de bronze sur 100 m et égale son record personnel en 11 s 21 puis remporte le titre du saut en longueur et améliore son record personnel et sa meilleure performance mondiale de l'année avec un saut à 7,16 m (+ 0,9 m/s), le meilleur saut depuis 2016. Le 11 août elle saute une nouvelle fois au-delà des 7 mètres lors de sa victoire aux championnats d'Europe par équipes à Bydgoszcz en Pologne, mais sa performance n'est pas homologuée en raison d'un vent trop fort (7,11 m avec 2,2 m/s de vent favorable). Elle confirme son excellente forme au meeting de Ligue de Diamant de Bruxelles le 6 septembre avec un saut à 7,03 m, alors qu'elle était à 20 centimètres de la planche au moment de son impulsion.
Le 6 octobre 2019, elle remporte la médaille d'or du saut en longueur aux championnats du monde d'athlétisme 2019 à Doha, avec un saut à 7,30 m (- 0,8 m/s), améliorant son record personnel et la meilleure performance mondiale de l'année. Elle réalise son sixième saut de la saison 2019 au-delà des 7 mètres et s'approche à 22 centimètres du record du monde détenu par l'ex-Soviétique Galina Chistyakova.

### Saison 2020
Le 14 février 2020 au meeting en salle de Berlin, Malaika Mihambo saute à 7,07 m, meilleure performance mondiale de la saison et premier saut de sa carrière au-delà des 7 m en salle. Désormais entraînée par Carl Lewis, elle effectue sa rentrée estivale le 9 août à l'occasion des championnats d'Allemagne où elle s'impose avec un saut à 6,71 m. Un mois plus tard, elle franchit pour la deuxième fois de la saison la barrière des 7 m dans le stade de Dessau, en Allemagne, avec une victoire à 7,03 m sur un élan réduit.

### 2021: championne olympique à Tokyo
Le 21 février 2021, elle remporte son 4e titre national d'affilée en salle, sur la longueur féminine, avec un saut mesuré à 6,70 m.
Aux Jeux olympiques de Tokyo, l'Allemande s'adjuge la médaille d'or grâce à un dernier saut à 7,00 m, qui lui permet de passer juste devant l'Américaine Brittney Reese et la Nigériane Ese Brume, respectivement deuxième et troisième avec 6,97 m. Cinq ans après sa quatrième place aux Jeux de Rio, Mihambo décroche donc le dernier titre majeur qui manquait à son palmarès.

### 2022: deuxième titre mondial à Eugene

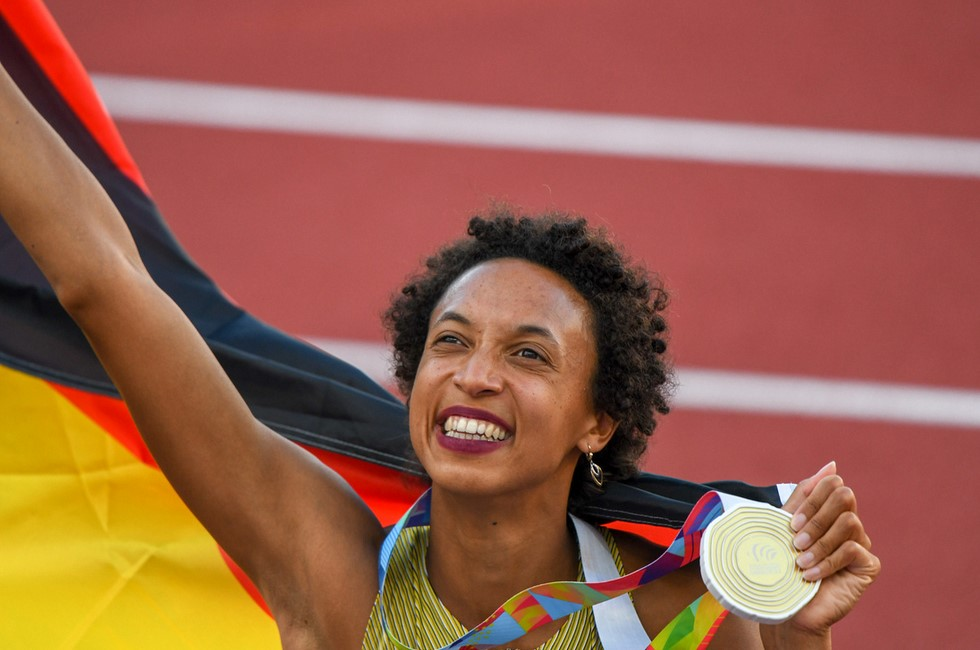
Malaika Mihambo aux mondiaux de 2022.

Pour son premier concours de la saison en plein air, le meeting Ligue de diamant de Birmingham, le 21 mai 2022, Malaika Mihambo remporte la concours avec la marque de 7,09 m. Elle s'incline cependant face à Maryna Bekh-Romanchuk le 9 juin 2022 lors du Golden Gala à Rome. Le 26 juin 2022, elle est titrée pour la sixième fois lors des championnats d'Allemagne.
Lors des championnats du monde 2022, à Eugene, l'Allemande termine deuxième des qualifications en réalisant 6,84 m dès son premier essai. En finale, elle prend la tête du concours en atteignant la marque de 7,09 m à son quatrième essai, puis 7,12 m à son sixième et dernier essai, remportant ainsi son deuxième titre de championne du monde. Elle devance Ese Brume (7,02 m) et la Brésilienne Leticia Oro Melo (6,89 m).
En 2024 Malaika Mihambo remporte un deuxième titre européen à Rome. Grâce à un saut à 7,22 m elle devance l'Italienne Larissa Iapichino et la Portugaise Agate de Sousa.
Aux Jeux olympiques de Paris elle obtient l'argent derrière l'Américaine Tara Davis-Woodhall, après avoir passé les qualifications au 3e essai.

## Palmarès

### International
| Date | Compétition                       | Lieu             | Résultat | Marque |
| ---- | --------------------------------- | ---------------- | -------- | ------ |
| 2013 | Championnats d'Europe juniors     | Rieti            | 1re      | 6,70 m |
| 2014 | Championnats d'Europe par équipes | Brunswick        | 1re      | 6,90 m |
| 2014 | Championnats d'Europe             | Zurich           | 4e       | 6,65 m |
| 2015 | Championnats d'Europe espoirs     | Tallinn          | 1re      | 6,73 m |
| 2015 | Championnats du monde             | Pékin            | 6e       | 6,79 m |
| 2016 | Championnats d'Europe             | Amsterdam        | 3e       | 6,65 m |
| 2016 | Jeux olympiques                   | Rio de Janeiro   | 4e       | 6,95 m |
| 2018 | Championnats du monde en salle    | Birmingham       | 5e       | 6,64 m |
| 2018 | Championnats d'Europe             | Berlin           | 1re      | 6,75 m |
| 2018 | Coupe continentale                | Ostrava          | 2e       | 6,86 m |
| 2019 | Championnats d'Europe en salle    | Glasgow          | 4e       | 6,83 m |
| 2019 | Championnats d'Europe par équipes | Bydgoszcz        | 1re      | 7,11 m |
| 2019 | Ligue de diamant                  | Ligue de diamant | 1re      | 7,03 m |
| 2019 | Championnats du monde             | Doha             | 1re      | 7,30 m |
| 2021 | Championnats d'Europe en salle    | Toruń            | 2e       | 6,88 m |
| 2021 | Jeux olympiques                   | Tokyo            | 1re      | 7,00 m |
| 2022 | Championnats du monde             | Eugene           | 1re      | 7,12 m |
| 2022 | Championnats d'Europe             | Munich           | 2e       | 7,03 m |
| 2024 | Championnats d'Europe             | Rome             | 1re      | 7,22 m |
| 2024 | Jeux olympiques                   | Paris            | 2e       | 6,98 m |
| 2025 | Championnats d'Europe en salle    | Apeldoorn        | 3e       | 6,88 m |

### National
- Championnats d'Allemagne en plein air :
  - Vainqueur du saut en longueur en 2016, 2018, 2019, 2020, 2021, 2022 et 2023, 3e en 2014 et 2017
- Championnats d'Allemagne en salle :
  - Vainqueur du saut en longueur en 2018, 2019, 2020, 2021, 2022, 2023 et 2024

## Records

### Records personnels
| Épreuve          | Épreuve   | Marque | Lieu   | Date            |
| ---------------- | --------- | ------ | ------ | --------------- |
| Saut en longueur | Plein air | 7,30 m | Doha   | 6 octobre 2019  |
| Saut en longueur | En salle  | 7,07 m | Berlin | 14 février 2020 |

### Meilleures performances par année
| Année | Marque | Date             | Lieu           | Rang |
| ----- | ------ | ---------------- | -------------- | ---- |
| 2010  | 5,96 m | 21 mai 2010      | Moscou         | —    |
| 2011  | 6,40 m | 6 août 2011      | Iéna           | —    |
| 2012  | 6,32 m | 24 juin 2012     | Mannheim       | —    |
| 2013  | 6,70 m | 21 juillet 2013  | Rieti          | —    |
| 2014  | 6,90 m | 22 juin 2014     | Brunswick      | 6    |
| 2015  | 6,84 m | 27 août 2015     | Pékin          | —    |
| 2016  | 6,95 m | 17 août 2016     | Rio de Janeiro | 7    |
| 2017  | 6,62 m | 8 juillet 2017   | Erfurt         | —    |
| 2018  | 6,99 m | 26 mai 2018      | Weinheim       | 2    |
| 2019  | 7,30 m | 6 octobre 2019   | Doha           | 1    |
| 2020  | 7,03 m | 8 septembre 2020 | Dessau         | 1    |
| 2021  | 7,00 m | 3 août 2021      | Tokyo          |      |
| 2022  | 7,12 m | 24 juillet 2022  | Eugene         |      |
| 2023  | 6,93 m | 9 juillet 2023   | Kassel         |      |
| 2024  | 6,93 m | 18 février 2024  | Leipzig        |      |

## Distinctions
- Personnalité sportive allemande de l'année en 2019, 2020 et 2021